# Верховный суд Польши
Верхо́вный су́д По́льши (пол. Sąd Najwyższy Rzeczypospolitej Polskiej) — высшая судебная инстанция в Польше по гражданским и уголовным делам для судов общей юрисдикции и военных судов.

## Состав и структура
Верховный суд состоит из 86 судей, назначаемых Президентом по предложению Национального Судебного Совета (Krajowa Rada Sądownictwa) на неопределённый срок. Первый председатель назначается Президентом из кандидатов, представляемых Общим собранием судей Верховного суда на шесть лет. Первый председатель в свою очередь назначает председателей судебных коллегий, которые по должности являются его заместителями.
Верховный суд состоит из четырёх судебных коллегий:
- Коллегия по уголовным делам (28 судей)
- Коллегия по гражданским делам (31 судья)
- Коллегия по вопросам труда, социального обеспечения и связей с общественностью (19 судей)
- Военная коллегия (9 судей)

## Юрисдикция
Верховный суд в пределах своих полномочий осуществляет:
- судебный надзор за деятельностью судов общей юрисдикции и военных судов по уголовным и гражданским делам, является кассационной инстанцией;
- рассмотрение жалоб о действительности проведённых выборов в Сейм, Сенат или Президента и референдумов;
- надзор за профессиональной деятельностью адвокатских и нотариальных палат.

## Изменение статуса суда и кризис отношений с ЕС
Польское консервативное правительство внесло в 2017 году законопроект, согласно которому в отставку отправлялись все судьи, кроме тех, чьи кандидатуры предоставлены министром юстиции. Несмотря на то, что законопроект прошел обе палаты парламента – и Сейм и Сенат, президент Анджей Дуда 24 июля 2017 года наложил на него вето. Этот было связано с массовыми протестами оппозиции и недовольством руководства ЕС.
После этого законопроект был пересмотрен. В новой версии он ничего не говорит про полномочия министра юстиции, но сокращает максимальный возраст судей до 65 лет и увеличивает их число с 80 до 120. Закон был подписан Дудой и вступил в силу в июле 2018 года. Его исполнение отправляет на пенсию до 40% судей текущего состава, включая президента Верховного суда Малгожату Герсдорф.
Оппозиция, Верховный суд и Национальный судебный совет Польши заявили, что закон является неконституционным, поскольку он нарушает принципы независимости судебных органов.
20 декабря 2017 Еврокомиссия сочла, что нормы нового закона подрывают принцип независимости судебных органов и принцип несменяемости судей, что является нарушением Договора о Европейском союзе и потребовала устранить это несоответствие, пригрозив введением санкций против Польши. Это, согласно положениям статьи 7 Договора о Европейском союзе может обозначать лишение Польши права голоса в ЕС до тех пор как несоответствие не будет устранено.
В августе 2018 года Верховный суд направил в Европейский суд запрос о проводящийся реформе. В соответствии с договорами Европейского союза, этот суд может препятствовать вступлению закона в силу если он подрывает договоры ЕС о независимости судебных органов.
15 сентября 2018 года польский МИД назвал сегодня эти требования «необоснованными», отметив, что «в соответствии с Договорами ЕС организация правосудия является исключительной компетенцией государств-членов» и предложила Еврокомиссии обратиться в суд ЕС.